# Jarkandhert
Het Jarkandhert (Cervus hanglu yarkandensis) is een ondersoort van Cervus hanglu in de familie van de hertachtigen (Cervidae). Tot het begin van het millennium werd dit hert doorgaans beschouwd als een ondersoort van het edelhert (Cervus elaphus) en dus als Cervus elaphus yarkandensis.
Het leefgebied van het Jarkandhert ligt in het Tarimbekken, in de autonome regio Xinjiang in het noordwesten van China. De ondersoort is endemisch in de ecoregio "loofbossen en steppe van het Tarimbekken".
Het is qua ecologie vergelijkbaar met het verwante Afghaanse edelhert (C. h. bactrianus) met een habitat van laaglandoeverkanten omringd door woestijnen. Beide populaties zijn van elkaar geïsoleerd door het Tiensjan-gebergte en vormen waarschijnlijk een oersubgroep van Cervus hanglu.

## Taxonomie
Het dier werd in 1892 onder de naam Cervus yarkandensis voor het eerst beschreven door William Thomas Blanford. In 2011 werden Cervus bactrianus, C. yarkandensis en C. hanglu alle drie opgewaardeerd tot soort, samen met diverse andere taxa die eerder als ondersoort van het edelhert werden beschouwd. In 2015 verschenen de resutaten van nieuw onderzoek naar de evolutie van het geslacht Cervus, waarin voor het eerst ook het Kasjmir-edelhert (Cervus elaphus hanglu) was meegenomen. De groep van drie taxa die uit het Tarimbekken stammen (C. hanglu, C. bactrianus en C. yarkandensis) kwam daaruit als nauw aan elkaar verwant naar voren. Op basis hiervan werd voorgesteld om Cervus hanglu de soortstatus te geven, met de twee andere als ondersoorten. Deze opvatting werd nog eens bevestigd in 2018.